# Real Oviedo
Real Oviedo er en spansk fodboldklub med hjemsted i byen Oviedo i den autonome region Asturien. Klubben blev grundlagt den 26. marts 1926 ved en sammenlægning mellem byen lokalrivaler Real Stadium Club Ovetense og Real Club Deportivo Oviedo. Klubben spiller i Segunda División, den næstbedste spanske række.
| Fodbold | Spire Denne artikel om en fodboldklub er en spire som bør udbygges. Du er velkommen til at hjælpe Wikipedia ved at udvide den. |